# Vredenburg
Vredenburg este un oraș din Provincia Western Cape, Africa de Sud.